# ساجين مادالينا
ساجين مادالينا (بالإنجليزية: Sagen Maddalena)‏، من مواليد 16 أغسطس 1993، هي عسكرية ورياضية أمريكية.
شاركت في دورة الألعاب الأولمبية مرتان، عامي 2021 في العاصمة اليابانية طوكيو، و2024 في العاصمة الفرنسية باريس، حيث حققت الميدالية الفضية.